# عشاره بیت یباره
عشاره بیت یباره(کرخه)، روستایی در عبدالخان از توابع بخش مرکزی شهرستان کرخه در استان خوزستان ایران است.

## جمعیت
این روستا در دهستان آهودشت قرار دارد و براساس سرشماری مرکز آمار ایران در سال ۱۳۸۵، جمعیت آن ۱۸۰ نفر (۲۴خانوار) بوده‌است.
این روستا که ساکنین آن از عشیرهٔ بنی کعب میناو (بیت کرم الله) می‌باشند همگی به شغل کشاورزی مشغول می‌باشند. به دلیل مرغوبیت زیاد زمین‌های زراعی این روستا، تولید گندم در این روستا به میزان قابل توجهی انجام می پذیرد.
تعدادی از ساکنین این روستا جذب مراکز و واحدهای صنعتی استان شده و بعضاً خود کارآفرین شده و در شهر اهواز ساکن شده‌اند.
با وجود دوری از مرگز استان و وجود محرومیت‌های رفاهی و عمرانی، اما این روستا با تلاش اهالی خود توانسته است عنوان موفق‌ترین روستا در منطقه را به خود اختصاص دهد. 
برخی از اهالی این روستا، پس از گذراندن تحصیلات عالیه در ارگان‌ها و شرکت‌های مهم دولتی استان مشغول به کار شده‌اند.